# Agustina Muñoz
Agustina Muñoz (* 1985 in Buenos Aires) ist eine argentinische Schauspielerin, Regisseurin, Dramaturgin und Schriftstellerin.

## Leben
Agustina Muñoz studierte an der Facultad de Comunicación der Universidad Austral de Chile und schloss ihr Studium 2009 ab. Neben der Schauspielerei arbeitet sie als Regisseurin, Dramaturgin und Schriftstellerin. 2011 wurde sie für ihr Stück Néon im Rahmen des Festival Escena Contemporánea in Madrid ausgezeichnet.
Muñoz spielte ihre erste Rolle 2005 im Film Cómo pasan las horas. 2013 gewann sie den Preis als „Beste Schauspielerin“ bei dem Buenos Aires Internationales Festival des Independent-Films für den Film Viola von Matías Piñeiro. 2018 war sie für den Apolo Award in der Kategorie „Best Ensemble Cast“ für den Film Meine Eltern sind irgendwie anders (Originaltitel: Rara) nominiert.

## Filmografie
- 2005: Cómo pasan las horas
- 2007: Extranjera
- 2010: El recuento de los daños
- 2010: Secuestro y muerte
- 2012: Cassandra
- 2012: Viola
- 2012: Samurai
- 2013: Algunas chicas
- 2014: La princesa de Francia
- 2016: Meine Eltern sind irgendwie anders (Rara)
- 2016: Historias breves 12
- 2016: Hermia & Helena
- 2019: Baldío
- 2020: Isabella
- 2020: Karakol
- 2021: Azor
- 2023: Elena weiß Bescheid (Elena sabe)
- 2024: Tú me abrasas
- 2025: Ariel